# Football Club Moscú
El FC Moscú (Футбольный клуб Москва en ruso) fue un equipo de fútbol de la ciudad de Moscú (Rusia) creado en 1997 tras la venta del antiguo Torpedo Moscú.

## Historia
Fue creado en 1997 tras la venta del antiguo Torpedo Moscú para llenar el entonces vacío Estadio Luzhniki. Alcanzó la final de la Copa de Rusia en 2007.
En febrero de 2010 el equipo descendió de la Primera División de Rusia por asuntos económicos y fue reemplazado por el Alania Vladikavkaz.
El 19 de marzo de 2010 se informó que el equipo participaría de la Liga Amateur de Rusia. Al terminar la temporada, el equipo se disolvió oficialmente el 28 de diciembre.

### Nombres del club en su historia
- Torpedo-ZIL (1997-2003)
- Torpedo-Metallurg (2003-2004).
- FC Moscú (2004-2010)

## Uniforme
- Uniforme titular: Camiseta granate, pantalón negro y medias blancas.
- Uniforme alternativo: Camiseta blanca, pantalón negro y medias blancas.

## Jugadores

### Jugadores destacados
| - Dmitri Kuznetsov - Oleg Sergeyev - Aleksandr Borodyuk - Sergei Gorlukovich - Sergey Shustikov - Dmitri Khlestov - Roman Adamov - Dimitri Ananko - Aleksei Arifullin - Aleksei Berezutski - Vasili Berezutski - Pyotr Bystrov - Aleksandr Filimonov - Dmitri Kirichenko - Oleg Kornaukhov - Vladimir Lebed - Kirill Nababkin - Andrei Novosadov - Nikolai Pisarev - Sergei Podpaly - Aleksei Rebko - Aleksandr Ryazantsev - Aleksandr Samedov - Aleksandr Sheshukov - Sergei Semak - Roman Shirokov - Sargis Hovsepyan - Yervand Krbachyan - Andrey Movsisyan - Emin Agaev | - Vyaçeslav Lıçkin - Narvik Sirkhayev - Anton Amelchenko - Barys Haravoy - Vladimir Korytko - Andrei Ostrovskiy - Syarhey Yaskovich - Yuri Zhevnov - Gia Grigalava - Mikheil Jishkariani - Alexander Rekhviashvili - Ruslan Baltiev - Evgeniy Lovchev - Vladimirs Koļesņičenko - Andris Vaņins - Edgaras Česnauskis - Ignas Dedura - Rolandas Džiaukštas - Tadas Gražiūnas - Saulius Mikalajūnas - Irmantas Stumbrys - Giedrius Žutautas - Alexandru Curtianu - Alexandru Epureanu - Stanislav Ivanov - Alexandru Popovici - Radu Rebeja - Oleg Shirinbekov - Yuri Moroz - Oleksandr Pomazun | - Bakhtiyor Ashurmatov - Ulugbek Bakayev - Ricardo Baiano - Miro Katić - Branislav Krunić - Munever Rizvić - Roman Hubník - Goran Maznov - Damian Gorawski - Mariusz Jop - Pompiliu Stoica - Zvonimir Vukić - Martin Jakubko - Amir Karič - Branko Ilič - Jonas Wallerstedt - Pablo Barrientos - Maximiliano Moralez - Maxi López - Jerry-Christian Tchuissé - Baba Adamu - Isaac Okoronkwo - Stanton Fredericks |

## Entrenadores
- Oleg Blokhin
- Leonid Víktorovich Slutski
- Serguei Petrenko
- Miodrag Božović
- Igor Zvezdin

## Estadísticas
Como Torpedo-ZIL (1997–2002), Torpedo-Metallurg (2003).
 Rusia
| Temporada | Div.                        | Pos. | PJ | PG | PE | PP | GF | GC | Ptos. | Copa             | Europa | Europa    | Goleador (liga)   | Entrenador                 |
| --------- | --------------------------- | ---- | -- | -- | -- | -- | -- | -- | ----- | ---------------- | ------ | --------- | ----------------- | -------------------------- |
| 1997      | 4.ª, Zona 3                 | 3    | 40 | 23 | 8  | 9  | 77 | 29 | 77    |                  |        |           | Lavrentyev - 17   | Petrenko                   |
| 1998      | 3.º, "Centro"               | 1    | 40 | 28 | 6  | 6  | 90 | 30 | 90    | Ronda de 128     |        |           | Snigiryov - 32    | Petrenko Ignatyev          |
| 1999      | 2.ª                         | 4    | 42 | 23 | 13 | 6  | 67 | 27 | 82    | Ronda de 32      |        |           | Al. Smirnov - 11  | Ignatyev                   |
| 2000      | 2.ª                         | 2    | 38 | 24 | 8  | 6  | 62 | 28 | 80    | Ronda de 64      |        |           | Lebed' - 10       | Ignatyev                   |
| 2001      | Liga Premier de Rusia       | 14   | 30 | 7  | 10 | 13 | 22 | 35 | 31    | Ronda de 32      |        |           | Piyuk - 6         | Kucherevsky                |
| 2002      | Liga Premier de Rusia       | 14   | 30 | 6  | 10 | 14 | 20 | 39 | 28    | Cuartos de final |        |           | D. A. Smirnov - 7 | Nikonov                    |
| 2003      | Liga Premier de Rusia       | 14   | 30 | 8  | 5  | 17 | 25 | 39 | 29    | Ronda de 32      |        |           | Monaryov - 8      | Aleinikov Ivanov Ignatenko |
| 2004      | Liga Premier de Rusia       | 9    | 30 | 10 | 10 | 10 | 38 | 39 | 40    | Ronda de 32      |        |           | Bracamonte - 11   | Petrakov                   |
| 2005      | Liga Premier de Rusia       | 5    | 30 | 14 | 8  | 8  | 36 | 26 | 50    | Ronda de 16      |        |           | Kirichenko - 14   | Petrakov Slutsky           |
| 2006      | Liga Premier de Rusia       | 6    | 30 | 10 | 13 | 7  | 41 | 37 | 43    | Ronda de 16      | IC     | 3.ª ronda | Kirichenko - 12   | Slutsky                    |
| 2007      | Liga Premier de Rusia       | 4    | 30 | 15 | 7  | 8  | 40 | 32 | 52    | Subcampeón       |        |           | Adamov - 14       | Slutsky                    |
| 2008      | Liga Premier de Rusia       | 9    | 30 | 9  | 11 | 10 | 34 | 36 | 38    | Cuartos de final |        |           | Bracamonte - 8    | Blokhin                    |
| 2009      | Liga Premier de Rusia       | 6    | 30 | 13 | 9  | 8  | 39 | 28 | 48    | Semifinales      | UEFA   | 1.ª ronda | Jakubko - 8       | Božović                    |
| 2010      | 4.ª, Zona Moscú, División A | 3    | 28 | 21 | 1  | 6  | 75 | 28 | 64    |                  |        |           | Agaptsev - 21     | Vasilyev                   |
| 2017      | 4.ª, Zona Moscú, División A | 11   | 16 | 5  | 4  | 7  | 43 | 53 | 17    |                  |        |           | Skopin - 5        | Zvezdin                    |

## Récords

### Más Partidos de Liga
1. Héctor Bracamonte: 132
2. Konstantin Veselovskiy / Oleg Kuzmin: 115
3. Stanislav Ivanov: 112
4. Radu Rebeja: 110
5. Dmitri Godunok: 100
6. Maksim Beletskiy: 96
7. Yuri Zhevnov: 95
8. Mikhail Sinyov: 94
9. Munever Rizvić: 92
10. Pompiliu Stoica: 88
11. Mariusz Jop: 83
12. Valeri Leonov: 81
13. Aleksei Melyoshin: 78
14. Aleksandr Borodkin / Maksim Mishatkin: 76
15. Sergei Lavrentyev: 74
16. Sergey Shustikov: 73
17. Nikolai Barkalov: 72
18. Emin Agaev / Pyotr Bystrov / Aleksei Snigiryov: 70

### Más Goles en Torneos de Liga
1. Aleksei Snigiryov: 52
2. Héctor Bracamonte: 35
3. Gleb Panfyorov: 27
4. Dmitri Kirichenko: 26
5. Roman Adamov: 24
6. Sergei Lavrentyev: 21
7. Aleksandr Smirnov: 20
8. Yuri Yakovenko: 15
9. Konstantin Veselovskiy / Valeri Klimov: 13

## Palmarés

### Torneos nacionales
- Copa de Rusia: 0
  - Subcampeón: 1 (2007)

## Participación en competiciones de la UEFA
| Temporada | Torneo         | Ronda            | Club            | Marcador |
| --------- | -------------- | ---------------- | --------------- | -------- |
| 2006      | Copa Intertoto | 2                | FC MTZ-RIPO     | 2-0; 1-0 |
| 2006      | Copa Intertoto | 3                | Hertha BSC      | 0-0; 0-2 |
| 2008/09   | UEFA Cup       | Clasificatoria 2 | Legia Warsaw    | 2-1; 2-0 |
| 2008/09   | UEFA Cup       | 1                | F.C. Copenhague | 1-2; 1-1 |